# Мес (річка)
Мес (люксемб. Mess) — невелика річка у Люксембурзі, притока Альзета. Має довжину 11 км. 
Бере початок неподалік містечка Діппаха у західній частині Люксембурга. Протікає містечками Рекканж-сюр-Мес та Понтпьєр. Впадає до Альзета неподалік містечка Бергем.
| Люксембург | Це незавершена стаття з географії Люксембургу. Ви можете допомогти проєкту, виправивши або дописавши її. |